# Bezpečnostní předpis
Bezpečnostní předpis definuje §349 Zákoníku práce. Jsou to předpisy k zajištění bezpečnosti a ochrany zdraví při práci, tedy předpisy na ochranu života a zdraví, přepisy hygienické a protiepidemické, technické předpisy, technické dokumenty a technické normy, stavební předpisy, dopravní předpisy, předpisy o zacházení s hořlavinami, výbušninami, zbraněmi, radioaktivními látkami, pokud se zabývají ochranou života a zdraví.